# Harvester
Harvester er en hyper-converged infrastructure (HCI) fri software (Apache-licens) software, som er beregnet til brug på standard servere i fx en privat cloud (fx i eget datacenter). Harvester blev annonceret i 2020 af SUSE.
Harvester benytter følgende software: openSUSE (OS), KubeVirt (til virtualiseringsstyring), Kubernetes (container-system), Longhorn (til baggrundslagerstyring) og Multus CNI (netværksstyring).